# Uchimizu
 (septembre 2013).
 (mars 2016).

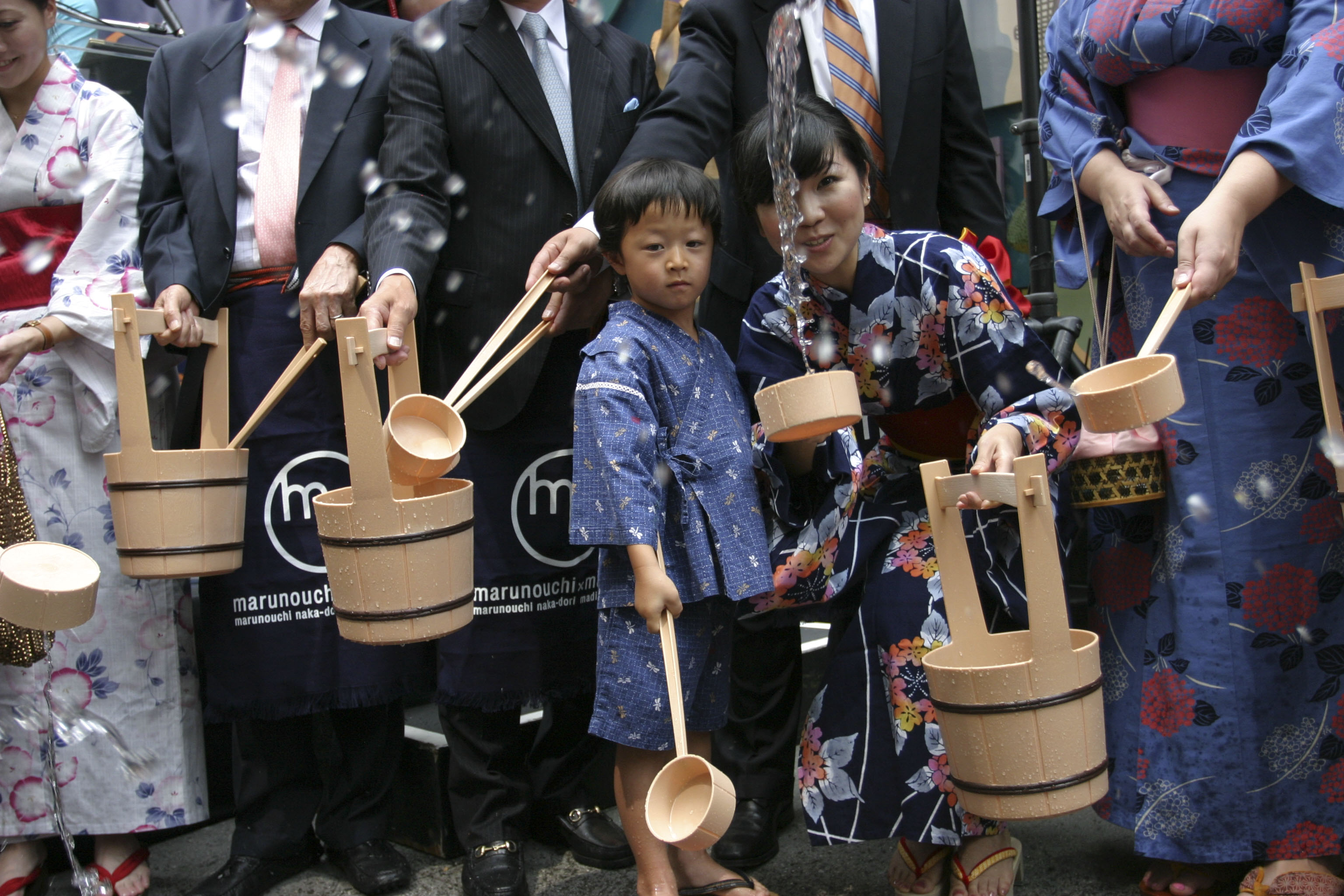
Participants à une cérémonie uchimizu à New York.

L'uchimizu (打ち水) désigne la pratique japonaise de l'aspersion d'eau dans les jardins secs et les rues. Il ne s'agit pas seulement d'une simple question d'hygiène, car elle possède dans les temples et les jardins une fonction rituelle ou contemplative. Dans les rues en été, cela sert à rafraîchir le voisinage immédiat, à tenir la poussière au sol et aussi à satisfaire les voisins. Les Japonais voient dans la pratique uchimizu comme une incarnation des valeurs nationales, car s'y combinent l'utilitaire, l'esthétique, la courtoisie et une finalité de dévouement.
Traditionnellement, cela se fait avec un seau et une louche et l'arroseur porte un yukata, ou kimono d'été. Dans ses manifestations plus modernes, divers groupes écologistes se servent du web pour encourager les Japonais à pratiquer l'uchimizu avec de l'eau recyclée, forme de courtoisie publique soucieuse de l'environnement.

## Référence
- (en) Cet article est partiellement ou en totalité issu de l’article de Wikipédia en anglais intitulé « Uchimizu » (voir la liste des auteurs).